# Beta (film)
Beta (hindi: बेटा, urdu: بیٹا, tłumaczenie: Syn) to bollywoodzki dramat miłosny i rodzinny z 1992 roku wyreżyserowany przez Indra Kumara, autora Dil, Ishq, czy Mann. W rolach głównych  Madhuri Dixit i Anil Kapoor, para z  Tezaab i Parinda. Tematem filmu jest walka matki i żony o serce mężczyzny. W historii tej pokazano manipulowanie czyimś uczuciem, intrygi wokół pieniądza i ostateczne zwycięstwo miłości nad chciwością. Film znany z piosenki  "Dhak Dhak Karne Laga", po której Madhuri nazwano "Dhak-Dhak Girl" ("dhak-dhak" - bicie serca). Uzyskał 4 nagrody Filmfare (m.in. za obie główne role). W drugoplanowej roli nagrodzona została siostra reżysera Aruna Irani.

## Fabuła
Mały Raju nie może się pogodzić ze śmiercią swojej matki, szuka jej, czeka na nią, próbuje z nią porozmawiać przez telefon. Ojciec, widząc jego ból i tęsknotę, w prezencie urodzinowym sprowadza kobietę, którą poślubia, aby mogła zastąpić chłopcu matkę. Uszczęśliwiony Raju przywiązuje się do niej z całego serca. Z radością spełnia każde jej życzenie. Macocha (Aruna Irani) ze swoim bratem (Anupam Kher), marząc o przejęciu pieniędzy odziedziczonych przez Raju po matce, wykorzystują tę miłość. Macocha, przejąwszy kontrolę nad uznanym za chorego psychicznie mężem, pozbawia Raju możliwości wykształcenia, oczekując od niego tylko pracy na roli. Liczy, że gdy Raju dorośnie, jego analfabetyzm i miłość do niej umożliwi jej przejęcie majątku. Jej plany zaczynają się jednak walić, gdy Raju (Anil Kapoor) poślubia piękną i mądrą Saraswati (Madhuri Dixit).

## Obsada
- Anil Kapoor – Raju
- Madhuri Dixit – Saraswati
- Aruna Irani – Nagmani, macocha Raju
- Laxmikant Berde – Pandu Dhondu Bhikaji
- Anupam Kher – Totharam, brat Nagmani
- Ajitesh Kumar Irani ... Ramesh (jako Ajitesh), syn Nagmani

## Nagrody
- Nagroda Filmfare dla Najlepszego Aktora – Anil Kapoor
- Nagroda Filmfare dla Najlepszej Aktorki – Madhuri Dixit
- Nagroda Filmfare dla Najlepszej Aktorki Drugoplanowej – Aruna Irani
- Nagroda Filmfare – Anuradha Paudwal za śpiew   "Dhak Dhak Karne Laga"

## Piosenki
- Koyal Se Teri Boli – Udit Narayan, Anuradha Paudwal
- Dhak Dhak Karne Laga – Udit Narayan, Anuradha Paudwal
- Saiyan Ji Se Chupke – Udit Narayan, Anuradha Paudwal
- Sajna Main Teri – Anuradha Paudwal, Vipin Sachdeva
- Kushiyon Ka Din Aaya Hai – Anuradha Paudwal